# 존 디
존 디(John Dee, 1527년 7월 13일 ~ 1608년 12월 또는 1609년 3월)은 잉글랜드의 수학자 겸 연금술사, 점성술사이다. 헤르메스주의를 추종한 오컬티스트이기도 하였다. 엘리자베스 1세의 고문(顧問)으로 활약하였으며 여왕을 위해 점을 치거나 첩보 활동을 하기도 하였다. 제임스 본드의 코드네임 007의 실제 모델이기도 하다. 해외 식민지의 필요성을 역설하였으며 공식적으로 대영 제국이란 말을 처음 사용하기도 하였다.

## 과학과 마법의 경계
존 디는 당대부터 마법사로 불렸다. 그러나 당시 과학과 마법의 경계는 21세기인 오늘날과 같이 명확하게 구분되지 않았다. 존 디 스스로가 마법과 연금술에 심취해 있었고 헤르메스주의를 추종하여 보편 언어로 천사와 대화를 나눈다고 주장하였으나, 그는 르네상스 시기 신플라톤주의 철학자인 마르실리오 피치노의 제자로서 자신이 연구하는 마법과 연금술에 수학과 경험론적 방법을 도입한 사람이기도 하다. 오늘날의 입장에서 보면 오히려 그의 뒤를 이은 프랜시스 베이컨의 경험론을 선구하였다고 평가할 수 있다.
존 디는 당시 잉글랜드의 종교 개혁 여파로 수도원이 해체되면서 쏟아져 나온 수 천권의 책을 모아 개인 도서관을 만들었다. 당시 옥스퍼드 대학교의 수장 도서가 451권에 불과했던 점을 생각하면 엄청난 양이다. 이 책들은 도서관이 파괴되면서 흩어졌으나 수장했던 도서 목록은 훗날 로버트 할리의 할리 문고 성립에 큰 도움을 주었다.

## 생애

### 성장
존 디는 시티오브런던의 타워 와드에서 태어났다. 부모는 웨일스 출신으로 아버지는 로렌드 디, 어머니는 조한나 와일드였다. 그의 성 "디"(Dee)는 웨일스어로 검다는 뜻인 Du에서 왔다. 존 디의 아버지 로렌드는 런던으로 이주하여 포목상을 하였고 헨리 8세의 궁정인으로 궁정에 출입하였다. 존 디는 스스로를 로드리 마우르의 후손이라고 주장한 바 있으나 그의 아버지 로렌드가 런던으로 이주한 시점은 헨리 7세 시기로 그리 신빙성이 있는 주장은 아니다.
존 디는 1535년부터 1542년까지 첼름스퍼드의 교회 부속 학교(현 킹 에드워드 6세 문법학교)에 다녔다. 1542년 11월 캠브리지 대학교의 세인트 존 컬리지에 입학하였고 1545년 말 또는 1546년 초에 문학사 학위를 받았다. 1546년 헨리 8세가 트리니티 칼리지를 세우자 창립 멤버로 합류하였다. 트리니티 칼리지에서 존 디는 아리스토파네스의 희극 《평화》를 연출하면서 마법사라는 세평을 얻었다. 그는 이 연극에 기계로 만든 딱정벌레를 등장시켜 날아다니도록 하였다.
1540년대 말에서 1550년대 초까지 존 디는 뢰번, 브뤼셀, 파리 등을 돌아다니며 공부를 계속하였다. 이 시기 그는 지도학자 젬마 프리지어스로부터 지도 제작술과 항해술을 배웠다. 존 디는 이탈리아로도 여행하여 페드리코 코만디노와 같은 수학자에게 배우기도 하였다. 1552년 존 디는 여러 점성술 도구와 수학 도구를 가지고 잉글랜드로 귀환하였다. 그는 런던에서 지롤라모 카르다노가 만들었다는 보석의 마법으로 작동하는 영구 기관을 선보이기도 하였다. 영구 기관 자체가 불가능한 것이므로 무언가 다른 작동 방식이 있었겠지만 알려져 있지는 않다.

### 여왕의 과학 고문 겸 점성술사
1553년 존 디는 옥스퍼드의 교수직을 제안 받았으나 학교의 여러 규제에 얽매이는 게 싫어서 거절하였다. 1555년 디는 아버지의 뒤를 이어 포목상 길드인 워쉽풀 컴퍼니 오브 머서스의 회원이 되었다. 당시 런던은 길드에 가입해야 사회적 지위를 유지할 수 있었다.
같은 해인 1555년 존 디는 여왕 메리 1세와 엘리자베스 공주의 천궁도를 "계산"했다는 이유로 기소되었다. 당시 유럽의 각 왕실은 점성술에 매료되어 있었다. 오늘날 뛰어난 천문 관측자로 알려진 튀코 브라헤나 요하네스 케플러 등은 당대 유명한 점성술가이기도 하였다. 태어난 때의 천궁도가 그 인물의 미래를 예언한다고 믿어졌기 때문에 허락 없이 왕족의 천궁도를 계산하는 것은 반역죄로 여겨졌다. 존 디는 성실청에 감근되었고 "블러디 메리"의 주구로 악명 높던 런던의 주교 에드문드 보너가 심문하였다. 죽을 고비를 넘긴 존 디는 개인 도서관을 만들고 칩거하였다.

존 디가 고안한 상형문자. 여러 점성술 기호를 조합한 것으로 존 디 스스로를 나타낸다.

1558년 엘리자베스 1세가 즉위하자 존 디의 삶은 상전벽해와 같이 바뀌어 엘리자베스의 과학 고문 겸 황실 점성술사가 된다. 1570년대까지 그는 잉글랜드의 항해술 고문으로 활동했으며 해외 식민지 건설을 주장하면서 대영 제국이란 낱말을 처음 공식 문서에 사용하였다. 당시 영국은 아직 잉글랜드와 스코틀랜드 조차도 별개의 나라였던 시기다.
1570년 존 디는 헨리 빌링슬리가 번역한 《에우클레이데스의 원론》을 출간하면서 서문에 수학이야 말로 학예과 과학의 근간이라고 주장하였다. 이 책은 대학과 세간에서 계속하여 재출간되었으며 그에 따라 존 디의 이름 역시 널리 알려지게 되었다. 당시까지 영국에는 라틴어로 번역된 《원론》만 있었을 뿐 그리스어에서 영국어로 직접 번역한 것은 없었다. 영어판 《원론》의 출간은 존 디의 가장 큰 업적 가운데 하나이다.
엘리자베스 1세 시기 존 디는 윌리엄 세실이 지휘하는 첩보 활동에도 깊숙히 관여하고 있었다. 유럽에 널리 알려진 그의 명성을 이용하여 각국의 주요 인물을 만나고 비밀을 청취하는 게 주된 임무였다. 한편 점성술에 기댄 선전도 그의 임무였는데, 스페인의 무적 함대가 폭풍우를 만날 것이라 예언한 것이 대표적이다. 1583년부터 6년간 유럽 각국을 방문한 존 디는 007을 자신의 상징으로 삼는 암호 편지를 여왕 앞으로 보내 보고하였다. 20세기 영국의 소설가 이언 플레밍은 이에 착안하여 제임스 본드의 코드 네임을 007로 정하였다.

### 쓸쓸한 말년
엘리자베스 1세의 뒤를 이은 제임스 1세는 점성술을 탐탁치 않게 여겼고 존 디에 대한 모든 지원을 끊었다. 존 디는 모트레이크 자택에 칩거하였고 그의 딸 케서린이 존 디가 사망할 때까지 돌봤다. 존 디는 1608년 말 또는 1609년 초에 모트레이크에서 향년 81세로 사망하였다. 사망 기록이 분실되어 정확한 날짜를 알기 어렵고 묘비 또한 사라졌다. 2013년 모트레이크의 성처녀 마리아 교회의 남쪽 벽에 기념 명판이 부착되었다.

## 참고 문헌

### 존 디의 저작
- Dee, John Quinti Libri Mysteriorum. British Library, MS Sloane Collection 3188. Also available in a fair copy by Elias Ashmole, MS Sloane 3677.
- Dee, John John Dee's five books of mystery: original sourcebook of Enochian magic: from the collected works known as Mysteriorum libri quinque edited by Joseph H. Peterson, Boston: Weiser Books ISBN 1-57863-178-5.
- Dee, John The Mathematicall Praeface to the Elements of Geometrie of Euclid of Megara (1570). New York: Science History Publications (1975) ISBN 0-88202-020-X
- Dee, John John Dee on Astronomy: Propaedeumata Aphoristica (1558 & 1568) edited by Wayne Shumaker, Berkeley: University of California Press ISBN 0-520-03376-0
- Dee, John. Autobiographical tracts of John Dee, Warden of the College of Manchester, ed. James Crossley. Chetham Society Publications, Vol XXIV. Manchester, 1851.
- Dee, John. Diary for the years 1595–1601, ed. John E. Bailey. Privately printed, 1880.

### 관련 서적
- Cajori, Florian A History of Mathematical Notations New York: Cosimo (2007) ISBN 1-60206-684-1
- Calder, I. R. F. John Dee Studied as an English Neo-Platonist PhD Dissertation, London: The Warburg Institute, London University (1952) Available online
- Canny, Nicholas (2001). 《The Origins of Empire: The Oxford History of the British Empire, Volume I》. Oxford University Press (1998). ISBN 0-19-924676-9.
- Casaubon, M. A True and Faithful Relation of What Passed for many Yeers Between Dr. John Dee ...  (1659) repr. "Magickal Childe" ISBN 0-939708-01-9 New York (1992)
- Clucas, Stephen, ed. John Dee: interdisciplinary studies in Renaissance thought. Dordrecht: Springer (2006) ISBN 1-4020-4245-0
- Clucas, Stephen, ed. John Dee's Monas Hieroglyphica. Ambix Special Issue. Vol. 52, Part 3, 2005, includes articles by Clulee, Norrgren, Forshaw and Bayer.
- Clulee, Nicholas H. John Dee's Natural Philosophy: between science and religion. London: Routledge (1988) ISBN 0-415-00625-2
- Fell-Smith, Charlotte. John Dee: 1527–1608. London: Constable and Company (1909) Available online.
- French, Peter J. John Dee: the world of an Elizabethan magus. London: Routledge & Kegan Paul (1972) ISBN 0-7102-0385-3
- Håkansson, Håkan. Seeing the Word: John Dee and Renaissance occultism. Lund: Lunds Universitet, 2001. ISBN 91-974153-0-8 Available online
- Jones, John James; Chambers, Llewelyn Gwyn (1959), 〈Dee, John (1527–1608), mathematician and astronomer〉, 《Dictionary of Welsh Biography》, National Library of Wales, 2018년 3월 27일에 확인함
- Kugler, Martin. Astronomy in Elizabethan England, 1558 to 1585: John Dee, Thomas Digges, and Giordano Bruno. Montpellier: Université Paul Valéry (1982)
- Louv, Jason. John Dee and the Empire of Angels: Enochian Magick and the Occult Roots of the Modern World." Inner Traditions (April 17, 2018) ISBN 1620555891/ISBN 978-1620555897 available at Amazon.com
- (프랑스어) Mandosio, Jean-Marc. D'or et de sable (chapitre IV. Magie et mathématiques chez John Dee, pp. 143–170), Paris, éditions de l'Encyclopédie des Nuisances, (2008) ISBN 2-910386-26-0
- Morris, Tom. John Dee and Edward Kelley (2013) Available online
- Parry, Glyn (2012). 《The Arch-Conjuror of England: John Dee and Magic at the Courts of Renaissance Europe》. New Haven: Yale University Press. ISBN 978-0300117196.
- Roberts, R. Julian (2006) [2004]. 〈Dee, John (1527–1609)〉. 《옥스포드 영국 인명 사전》 online판. 옥스포드 대학교 출판부. doi:10.1093/ref:odnb/7418. (Subscription 또는 UK 공공도서관 회원 필수.)
- Sherman, William Howard (1995). 《John Dee: The Politics of Reading and Writing in the English Renaissance》. Amherst: University of Massachusetts Press. ISBN 1-55849-070-1.
- Stark, Ryan (2009). 《Rhetoric, Science, and Magic in Seventeenth-Century England》. Washington, DC: Catholic University of America Press. ISBN 9780813215785.
- Vickers, Brian ed. Occult & Scientific Mentalities in the Renaissance. Cambridge: Cambridge University Press (1984) ISBN 0-521-25879-0
- Woolley, Benjamin (March 2002) [2001]. 《The Queen's Conjuror: The Life and Magic of Dr. Dee》 New판. London: Flamingo: HarperCollins Publishers. ISBN 978-0006552024.
- Yates, Frances The Occult Philosophy in the Elizabethan Age. London: Routledge (2001) ISBN 0-415-25409-4
- Yates, Frances. "Renaissance Philosophers in Elizabethan England: John Dee and Giordano Bruno." in her Lull & Bruno: Collected Essays Vol. I. London: Routledge & Kegan (1982) ISBN 0-7100-0952-6